# Tolosita
Tolosita är en ort i Mexiko.   Den ligger i kommunen Matías Romero Avendaño och delstaten Oaxaca, i den sydöstra delen av landet, 500 km sydost om huvudstaden Mexico City. Tolosita ligger 51 meter över havet och antalet invånare är 722.
Terrängen runt Tolosita är huvudsakligen platt, men österut är den kuperad. Runt Tolosita är det ganska glesbefolkat, med 28 invånare per kvadratkilometer. Närmaste större samhälle är Palomares, 7,1 km söder om Tolosita. Omgivningarna runt Tolosita är en mosaik av jordbruksmark och naturlig växtlighet.